# Bloop

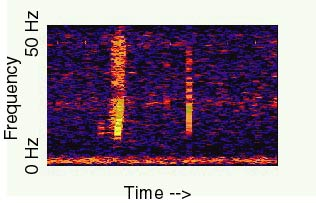
Ảnh phổ của Bloop

Bloop là một loại âm thanh dưới nước có tần số cực thấp và tiếng ồn cực lớn đã được Cục quản lý Khí quyển và Đại dương Quốc gia Mỹ phát hiện vào năm 1997. Âm thanh này có thể là do những tiếng ồn do băng nứt gãy thành những tảng băng lớn, hoặc những tảng băng lớn cào đáy đại dương, hoặc có thể là tiếng gầm của 1 loài thủy quái khổng lồ mà con người chưa từng biết đến.

## Phân tích
Nguồn gốc âm thanh làm thành hình tam giác ước chừng ở Tọa độ 50°S 100°W: 50°S 100°W (một điểm xa xôi ở phía nam Thái Bình Dương ở phía tây của cực nam của Nam Mỹ), và âm thanh này được phát hiện nhiều lần bởi Bộ cảm biến âm thanh dưới nước ở vùng Xích đạo Thái Bình Dương. Hệ thống này được phát triển như một mạng lưới cảm biến tự động dưới nước có thể được triển khai trong bất kỳ khu vực hải dương học nào để theo dõi hiện tượng cụ thể. Nó chủ yếu được sử dụng để theo dõi động đất dưới đáy biển, tiếng ồn của băng, cùng số lượng loài thú biển và di cư. Đây là một hệ thống độc lập được thiết kế và xây dựng bởi Phòng Thí nghiệm Môi trường Biển Thái Bình Dương của NOAA (PMEL) nhằm tăng cường việc sử dụng Hệ thống Giám sát Âm thanh Hải quân Mỹ (SOSUS), thiết bị này ban đầu được NOAA thiết kế để phát hiện tàu ngầm của Liên Xô. 
Theo mô tả của NOAA, nó "dấy [lên] một cách nhanh chóng trong tần suất khoảng một phút và đủ biên độ để có thể nghe trên nhiều bộ cảm biến, ở một khoảng cách hơn 5.000 km (3.106,86 dặm)." Tiến sĩ Christopher Fox của NOAA không tin nguồn gốc của nó là do con người tạo ra, chẳng hạn như một chiếc tàu ngầm hoặc một quả bom, cũng không phải các sự kiện địa chất quen thuộc như núi lửa hay động đất. Trong khi hồ sơ âm thanh của Bloop chẳng giống như một sinh vật sống, nguồn gốc của nó là cả một bí ẩn vì nó khác hẳn so với các âm thanh được biết đến và to hơn cả âm thanh của loài động vật lớn nhất được ghi lại nhiều lần là cá voi xanh. Một số âm thanh quan trọng khác đã được NOAA đặt tên gồm: Julia, Train, Slow Down, Whistle và Upsweep.
Tiến sĩ Christopher Fox của NOAA ban đầu suy đoán rằng Bloop có thể là lở băng đá khi băng tan và nứt ra ở Nam Cực. Một năm sau đó nhà báo David Wolman đã diễn giải ý kiến được cập nhật của Tiến sĩ Fox rằng nó có thể bắt nguồn từ động vật:
Linh cảm của Fox là âm thanh có biệt danh Bloop nhiều khả năng đến từ một số loại động vật, bởi vì tín hiệu của nó là một biến thể nhanh chóng trong dải tần số tương tự như của những âm thanh được biết đến là do các loài thú biển tạo nên. Tuy vậy có một sự khác biệt rất quan trọng: năm 1997 Bloop được các bộ cảm biến phát hiện lên tới ngoài 4800 km (2.982,582 dặm). Điều đó có nghĩa là nó phải lớn hơn nhiều so với bất kỳ tiếng ồn của cá voi, hay bất kỳ tiếng ồn của loài động vật nào khác về vấn đề này. Nó thậm chí còn có thể vượt xa một số loại sinh vật lớn hơn bất kỳ con cá voi xanh nào đang ẩn nấp trong đại dương sâu thẳm? Hay có lẽ đại loại như một thứ gì đó có nhiều khả năng tạo ra loại âm thanh này?— David Wolman
NOAA lại quy cho âm thanh này là của một sự lở băng lớn. Nhiều tiếng băng lở đã chia sẻ ảnh phổ tương tự với Bloop, cũng như biên độ cần thiết để phát hiện ra chúng mặc dù phạm vi vượt hơn 5000 km. Điều này đã được tìm thấy trong quá trình theo dõi tảng băng trôi A53a khi nó tan rã gần đảo South Georgia vào đầu năm 2008. Nếu điều này thực sự là nguồn gốc của Bloop, những tảng băng trôi có liên quan vào việc tạo ra âm thanh thích hợp nhất giữa eo biển Bransfield và vùng biển Ross; hoặc có thể ở Cape Adare, một nguồn gốc nổi tiếng của các tín hiệu đông lạnh.
Nhưng âm thanh thu âm được vào năm 1997 được ghi lại ở phạm vi phía đông nam Thái Bình Dương nơi biển không bị đóng băng, với âm thanh có thể phát ra vang vọng ra khắp 1 khu vực đại dương, điều này lại cho đa số nhân loại lại hoài nghi về sự hiện diện của 1 loài thủy quái khổng lồ đang ẩn nấp sâu dưới đại dương.

## Ảnh hưởng văn hóa
- Trong Fluke, or, I Know Why the Winged Whale Sings (Đinh ba hay tôi biết tại sao khúc ca của cá voi xanh có cánh) của Christopher Moore, nguồn gốc của Bloop là một thuộc địa đang tồn tại với tên gọi "Goo".
- Trong quyển The Loch của Steve Alten, nguồn gốc của Bloop là âm thanh được thực hiện bởi một bầy cá chình Conger lớn, một trong số đó thực sự trông giống hệt quái vật hồ Loch Ness.
- Trong tiểu thuyết The Swarm (Bầy đàn) của Frank Schätzing, Bloop chính là bài phát biểu của chủng loài thông minh Yrr.
- Nguồn gốc ước chừng làm thành hình tam giác của Bloop là khoảng 950 hải lý (1.760 km) từ vị trí được mô tả chính xác hơn về R'lyeh, một thành phố có kích cỡ đặc biệt bị chìm được nhà văn H. P. Lovecraft viết trong truyện ngắn[8] nổi tiếng của ông là The Call of Cthulhu (Tiếng gọi của Cthulhu).[9][10]
- Nhà văn và nhà viết tiểu luận John Jeremiah Sullivan đã thảo luận về Bloop một thời gian ngắn trong bài viết GQ năm 2008 của ông: Violence of the Lambs (Bạo lực của bầy cừu).
- Một show truyền hình hư cấu dưới dạng phim tài liệu có tựa đề Mermaids: The Body Found (Nàng tiên cá: tìm thấy cơ thể) đã sử dụng âm thanh Bloop như là bằng chứng cho sự tồn tại của nàng tiên cá hay một giống loài chưa được biết trong lòng đại dương. NOAA đã công bố một sự bác bỏ trên trang web của họ.[11][12]